# Unit test
Unit test, også kaldet modultest, er en testmetode i computerprogrammering, der verificerer, at individuelle enheder i kildekoden virker efter hensigten. En unit (enhed) er den mindste testbare størrelse i en applikation. I procedural programmering kan den mindste enhed være et individuelt program, en funktion eller en procedure. I objektorienteret programmering er den mindste enhed en metode, der hører til i en klasse.
Ideelt er alle unit tests uafhængige af hinanden og kan afvikles selvstændigt. Stubbe, Mock/falske objekter og en test harness kan benyttes til at teste moduler i et isoleret miljø. Unit test benyttes på en af to måder, enten benyttes de til at styre udviklingen af kildekode, eller som validering af udviklet kode. At benytte unit tests som drivkraft i udvikling er en af hjørnestenene i udviklingsmetoden Extreme Programming (XP). Skal man skrive kode der passer til specifikationerne angivet i form af unit tests eller skrive test der verificerer at koden opfylder specifikationerne.

## Fordele
Formålet med en unit test er at isolere hver del af et program og vise, at de individuelle dele fungerer korrekt. En unit test er en konsekvent, nedskrevet kontrakt, som en kodeenhed skal opfylde. Ved tidsmæssigt at placere unit test tæt på kodeudvikling, opdages fejl tidligt i udviklingsprocessen.
Unit tests tillader, at en programmør kan foretage ændringer til koden på et senere tidspunkt ved at sikre, at modulet stadig virker korrekt. En forudsætning for dette er, at et sæt unit test er fyldestgørende. Et testsæt er fyldestgørende, når alle tilstande i en funktion eller metode bliver aktiveret. Tilstande kan eksempelvis være betingelser i en if eller case erklæring. For at sikre, at denne forudsætning er opfyldt, udføres en "Code Coverage" analyse som test af testene.